# 타이스 두아르치 게지스
타이스 두아르치 게지스(포르투갈어: Thaís Duarte Guedes, 1993년 1월 20일 ~ )는 브라질의 여자 축구 선수로, 현재 대한민국 WK리그의 인천 현대제철 레드엔젤스에서 활동하고 있다. 포지션은 공격수이며, 미드필더로도 뛸 수 있다. '타이지냐'(Thaisinha)라는 애칭으로도 알려져 있으며, WK리그 등록명은 따이스이다.

## 클럽 경력
어린 시절에 발레 연습을 하면서 발레리나가 되기를 원했지만 축구에 관심을 갖게 되면서 축구 선수가 되기로 결심한다. 2005년에 주벤투스에 입단하면서 선수 생활을 시작했으며 2008년에 산투스에 입단했다. 산투스에서 활약하던 동안에는 산투스의 코파 두 브라지우 지 푸치보우 페미니누 1회 우승, 캄페오나투 파울리스타 지 푸테보우 페미니누 1회 우승, 코파 리베르타도레스 페메니나 2회 우승에 기여했다.
2011년에 방구 AC에서 활약했고 2011년부터 2013년까지 비토리아 다스 타보카스에서 활약했다. 2013년에 대한민국 WK리그 소속 여자 축구 클럽인 인천 현대제철 레드엔젤스로 이적하여 인천 현대제철 레드엔젤스의 WK리그 6회 우승에 기여했다.

## 국가대표 경력
2008년부터 2010년까지 브라질 여자 U-17 축구 국가대표팀 선수로 활동했으며 브라질에서 개최된 2010년 CONMEBOL U-17 여자 축구 선수권 대회에서 브라질의 우승에 기여했다. 2010년에는 브라질 상파울루에서 개최된 4개국 친선 여자 축구 토너먼트에 처음 참가하여 브라질 여자 축구 국가대표팀 선수로 데뷔했다.
독일에서 개최된 2011년 FIFA 여자 월드컵에서는 적도 기니와의 조별 예선 경기에만 출전했는데 브라질은 적도 기니에 3-0 승리를 기록했다. 2011년 과달라하라 팬아메리칸 게임에서는 브라질의 여자 축구 은메달에 기여했다. 2012년 런던 하계 올림픽에서는 카메룬·뉴질랜드·영국과의 조별 예선 3경기, 일본과의 8강전 경기에 모두 출전했으나 브라질은 일본과의 8강전 경기에서 0-2 패배를 기록하면서 탈락했다.

## 수상

### 클럽
FC 산투스
- 코파 리베르타도레스 페메니나 2회 우승 (2009, 2010)
- 코파 두 브라지우 지 푸치보우 페미니누 1회 우승 (2009)
- 캄페오나투 파울리스타 지 푸테보우 페미니누 1회 우승 (2010)

비토리아 다스 타보카스
- 캄페오나투 페르남부카누 지 푸치보우 페미니누 1회 우승 (2012)

인천 현대제철 레드엔젤스
- WK리그 6회 우승 (2013, 2014, 2015, 2016, 2017, 2018)

### 국가대표
- 2010년 CONMEBOL U-17 여자 축구 선수권 대회 우승
- 2010년 브라질 4개국 친선 여자 축구 토너먼트 우승
- 2011년 과달라하라 팬아메리칸 게임 여자 축구 은메달
- 2012년 CONMEBOL U-20 여자 축구 선수권 대회 우승
- 2012년 브라질 4개국 친선 여자 축구 토너먼트 우승
- 2013년 브라질 4개국 친선 여자 축구 토너먼트 우승
- 2015년 브라질 4개국 친선 여자 축구 토너먼트 우승
- 2016년 브라질 4개국 친선 여자 축구 토너먼트 우승
- 2017년 10월 중국 4개국 친선 여자 축구 토너먼트 우승
- 2018년 코파 아메리카 페메니나 우승

### 개인
- 캄페오나투 카리오카 지 푸치보우 페미니누 득점왕 1회 수상 (2010)
- 코파 두 브라지우 지 푸치보우 페미니누 득점왕 2회 수상 (2011, 2012)